# Pribjenovići
Pribjenovići (cyr. Прибјеновићи) – wieś w Bośni i Hercegowinie, w Republice Serbskiej, w gminie Novo Goražde. W 2013 roku liczyła 18 mieszkańców.